# Pouteria decorticans
Pouteria decorticans är en tvåhjärtbladig växtart som beskrevs av Terence Dale Pennington. Pouteria decorticans ingår i släktet Pouteria och familjen Sapotaceae. Inga underarter finns listade i Catalogue of Life.